# Sos Julians
Sos Julians és una possessió del terme municipal de Campos, Mallorca. El 1585 era denominada rafal de Sos Julians i confrontava amb Son Mas Fadrí, Rafal Palla, Son Amer i terres dels pares de Sant Francesc de Paula. Es trobava sota la senyoria de la cavalleria del Palmer, del senyor Jordi Abri Descatlar. Pertanyia a Joan Julià, de la família del qual prengué el nom, i era dedicada a conreu de cereals i a ramaderia ovina. El 1645 n'era propietari Miquel Julià, tenia cases, 45 quarterades de sementers i la resta marina.

## Construccions
Les cases de la possessió s'han construït a partir d'una torre de defensa del segle xv de forma quadrangular, de dues plantes d'alçat, a la qual se varen adossar posteriorment estructures d'habitatge diverses, d'una sola planta d'alçat. Realitzat amb la tècnica de paredat en verd amb filades de carreus de marès a les cantoneres. La façana té el parament llis amb un portal major, ubicat a la primera planta, de llinda i recent. Hi ha una finestra de llinda en el primer pis que sembla original però el seu ampit està escapçat. L'interior de la torre és de volta de canó, tant a la planta baixa com en el primer pis. L'escala és de cargol. El paviment és modern, de rajola.